# 天神社 (加須市平永)
天神社（てんじんしゃ）は、埼玉県加須市の神社。

## 歴史
1615年（元和元年）に創建された。館林藩初代藩主榊原康政の家臣に「松崎勘兵衛」という人物がおり、学問・人徳に優れていた。康政は勘兵衛を評価し、後陽成天皇筆の菅原道真像の掛軸を与えた。その後、道真と勘兵衛を慕う村人によって神社を創建したのが当社の起源である。その後1766年（明和3年）に社殿を再建した際に、松崎家より道真像の掛軸が寄進された。隣の常泉院が別当寺であった。
1876年（明治9年）、近代社格制度に基づく「村社」に列せられた。戦後長らく当社の信仰が薄れていたが、1975年（昭和50年）になり、氏子は神社護持を決議し、以降徐々に再建されていった。

## 交通アクセス
- 加須ICより車15分。